# 海勃湾区第二小学
39°39′45.25″N 106°49′15.00″E / 39.6625694°N 106.8208333°E

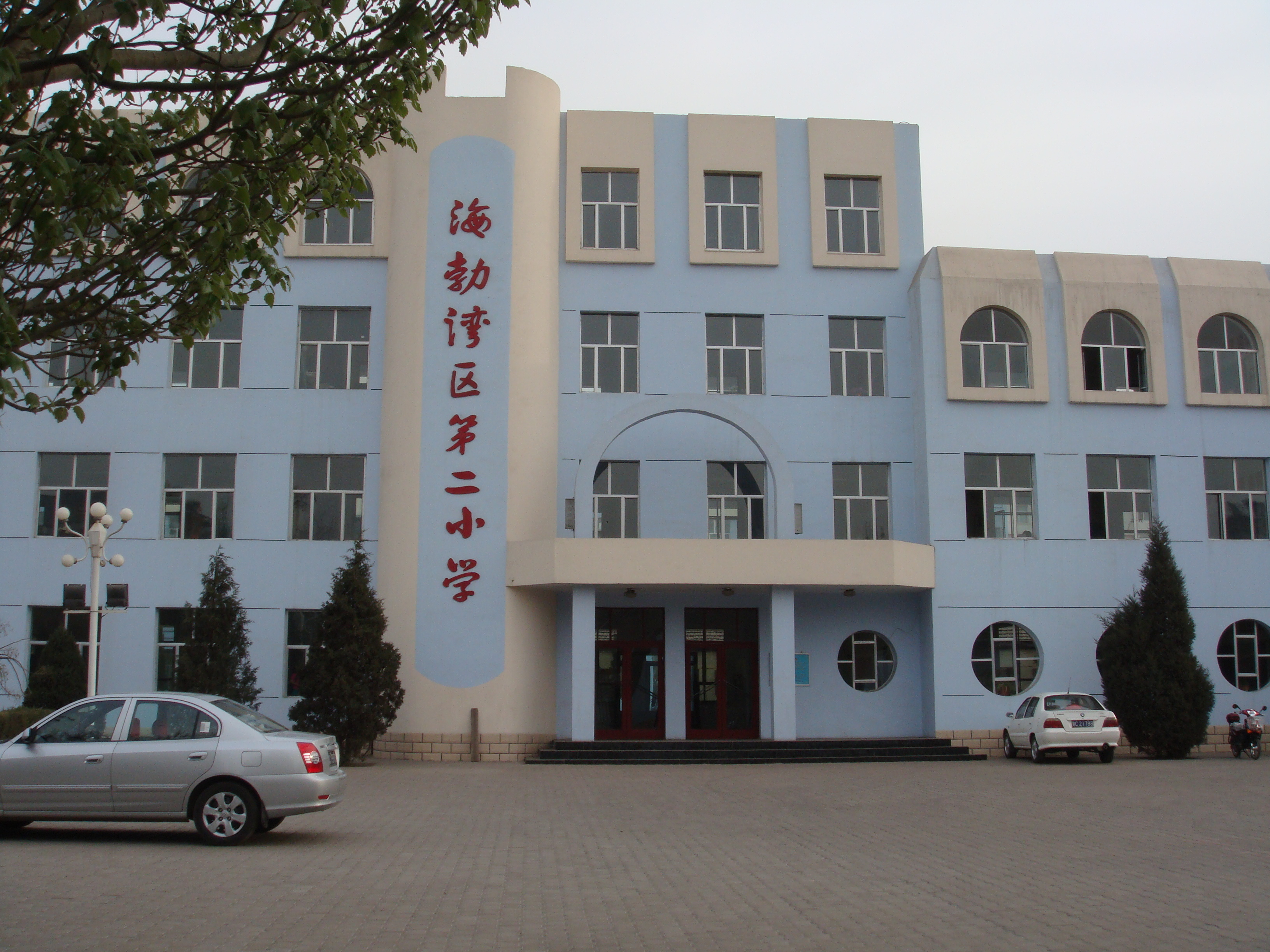
海勃湾区第二小学

海勃湾区第二小学是内蒙古自治区乌海市海勃湾区设立的一个完全小学，学校位于乌海市海勃湾区甘德尔街124号，成立于1958年。